# Zaraza alzacka
Zaraza alzacka (Orobanche alsatica Kirschleger) – gatunek byliny z rodziny zarazowatych (Orobanchaceae). 

## Zasięg występowania
Występuje w Afryce Północnej (Maroko), w Europie Południowej i Środkowej oraz na obszarach Azji o umiarkowanym klimacie (po Chiny). W Polsce jest bardzo rzadka i występuje głównie w południowej i północno-zachodniej części kraju.

## Morfologia

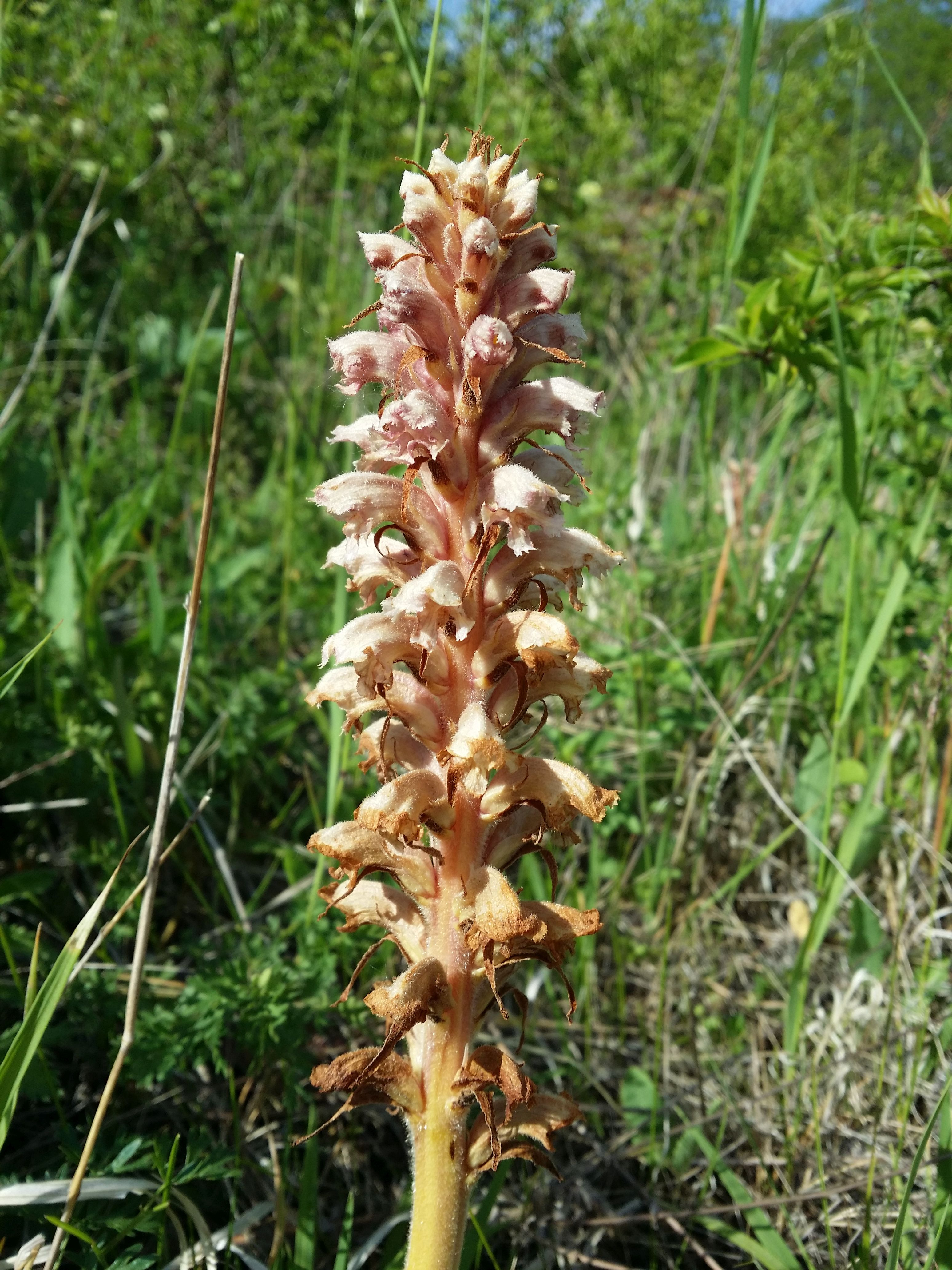
Kwiatostan

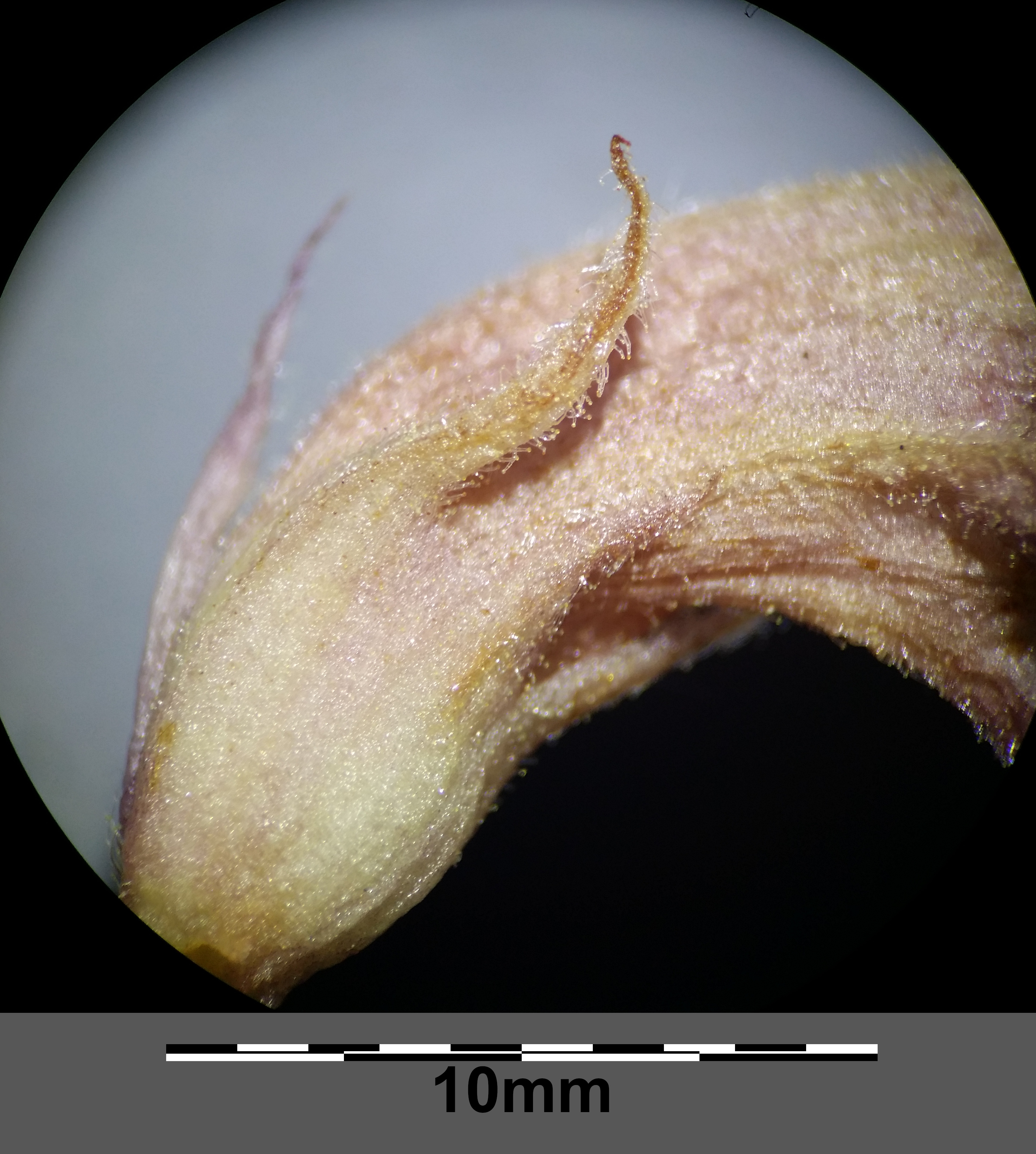
Kielich

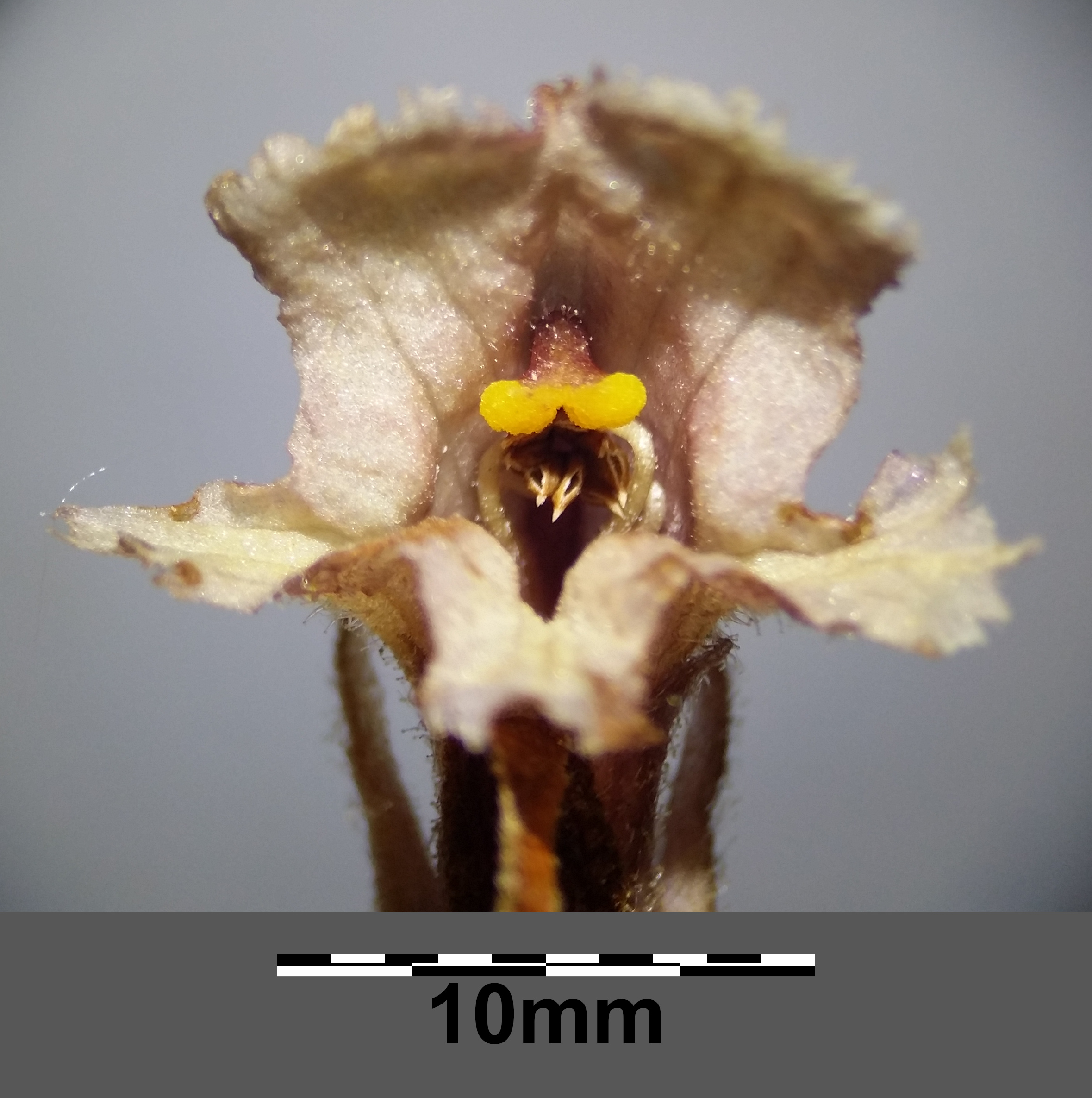
Korona od przodu z żółtym znamieniem

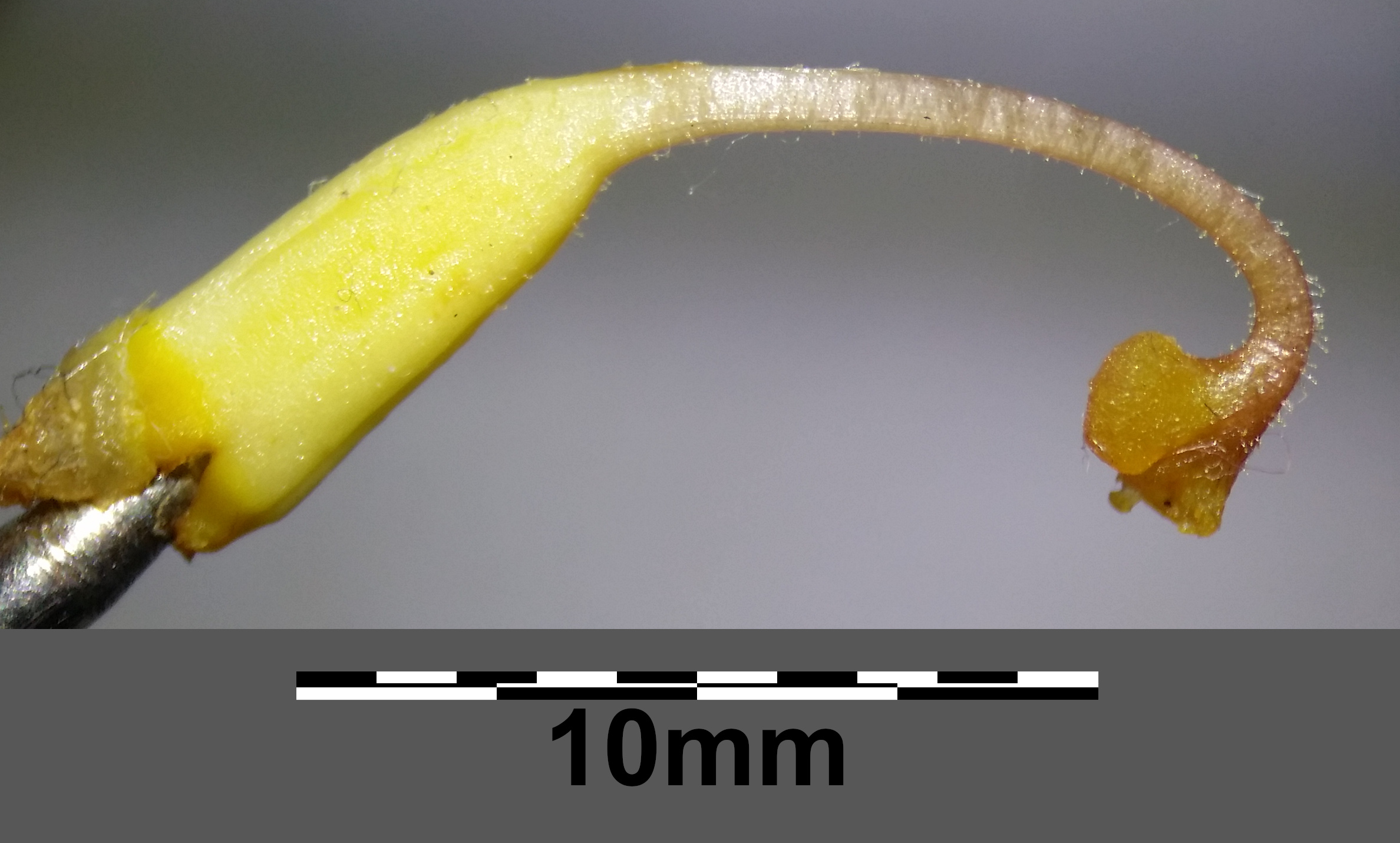
Słupek

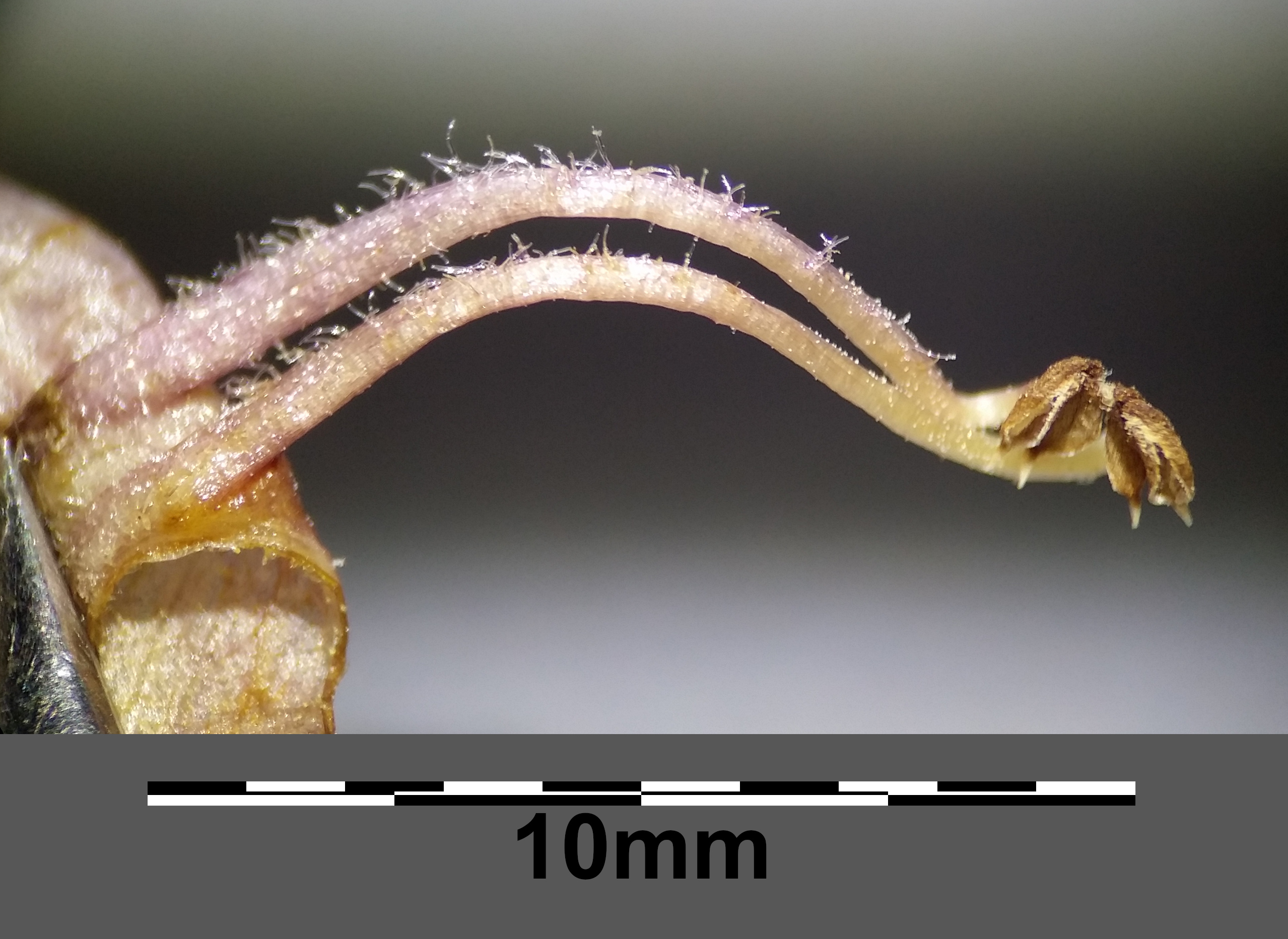
Owłosione nitki pręcików

ŁodygaOsiąga wysokość do 70 cm. Jest jasnożółta lub zaczerwieniona, pokryta gruczołowatymi włoskami.
LiścieŁuskowate, ogruczolone, długości 10–22 mm. W dolnej części łodygi wyrastają gęsto, są szerokotrójkątne, ułożone dachówkowato. Im wyżej tym bardziej lancetowate i luźno stojące.
KwiatyKwiatostan na szczycie łodygi jest kłosowaty, gęsty, utworzony z kwiatów siedzących w kątach łuskowatych przysadek. Korona długości 12–22 mm, żółtawa lub jasnobrunatna, powyżej nasady silnie wydęta, zagięta do przodu, z szeroką gardzielą, dwuwargowa. Warga górna jest dwu-, dolna trzyłatkowa. Łatki są pokryte gruczołami, brzegiem falowane, nierówno ząbkowane. Pręciki cztery, dwusilne, przyrośnięte są 1–6 mm powyżej nasady rurki korony. Szyjka słupka jest owłosiona.
OwoceTorebka o długości 7–10 mm. Nasiona liczne i drobne, długości do 0,5 mm.

## Biologia i ekologia
Geofit. Jest rośliną bezzieleniową, bez korzenia i jak wszystkie zarazy jest pasożytem. Jej ofiarami padają gatunki z rodziny selerowatych. Liczba chromosomów 2n= 38. Rośnie w zaroślach i na obrzeżach lasów.

## Zagrożenia i ochrona
Gatunek ten jest bardzo rzadki. Spotykano go na Pomorzu Zachodnim, Śląsku oraz Wyżynie Małopolskiej. Od 2004 r. podlegał w Polsce ścisłej ochronie gatunkowej, od 2014 roku - ochronie częściowej. Roślina umieszczona na Czerwonej liście roślin i grzybów Polski (2006) w grupie gatunków wymierających (kategoria zagrożenia E). W wydaniu z 2016 roku otrzymała kategorię EN (zagrożony).
Znajduje się także w Polskiej czerwonej księdze roślin w grupie gatunków zagrożonych (kategoria zagrożenia EN).